# Big Valley (Kalifornien)
Big Valley ist ein Tal in Nordkalifornien. Das Big Valley ist von Nord nach Süd etwa 20 Meilen lang und von Ost nach West 15 Meilen breit. Das Gebiet wird vor allem zur Viehzucht genutzt und beinhaltet nur vier kleine Ortschaften, Nubieber, Bieber, Lookout und Adin. Insgesamt lebten 2007 etwa 1600 Personen im Big Valley. Das Tal ist geprägt von Vulkanismus, auch wenn die nahen Vulkane Mount Shasta und Lassen Peak nicht an das Tal grenzen. Im Tal kommen heiße Quellen vor. Big Valley wird vom Pit River durchflossen und der Ash Creek bewässert ein Feuchtgebiet im Zentrum. Die umliegenden kleinen Berge sind
Federal Parks. Durch das Big Valley zieht sich die Grenze zwischen Lassen County und Modoc County.